# نیروگاه بادی والنی
نیروگاه بادی والنی (انگلیسی: Walney Wind Farm) مجموعه ای از نیروگاه‌های بادی دریایی است که از سمت غرب به فاصلهٔ ۱۴ کیلومتر (۹ مایل) از والنی آیلند، دور از سواحل کامبریا، انگلستان در دریای ایرلند قرار دارد. این مجموعه که توسط شرکت دونگ انرژی به بهره‌برداری رسید مشتمل بر فاز۱، فاز ۲ والنی و طرح توسعه والنی است. ظرفیت تولید برق طرح توسعه بالغ بر ۶۵۹ مگاوات بود که در سال ۲۰۱۸، آن را از لحاظ بزرگی به دومین نیروگاه بادی دریایی در دنیا تبدیل کرد.
فاز ۱ و ۲ این نیروگاه شامل ۵۱ توربین بود که مجموع ظرفیت نامی تولید برق این دو فاز برابر با ۳۶۷ مگاوات است. تا ماه سپتامبر ۲۰۱۲ این نیروگاه عنوان بزرگ‌ترین نیروگاه بادی دریایی عملیاتی را به خود اختصاص داده بود و بعد از تکمیل طرح توسعه در سپتامبر ۲۰۱۸، این عنوان را دوباره بدست آورد.